# Xã Elms, Quận Bottineau, Bắc Dakota
Xã Elms (tiếng Anh: Elms Township) là một xã thuộc quận Bottineau, tiểu bang Bắc Dakota, Hoa Kỳ. Năm 2010, dân số của xã này là 57 người.